# Arcabas
Arcabas pseudonimo di Jean-Marie Pirot (Trémery, 26 dicembre 1926 – Saint-Pierre-de-Chartreuse, 23 agosto 2018) è stato un artista francese.

## Biografia

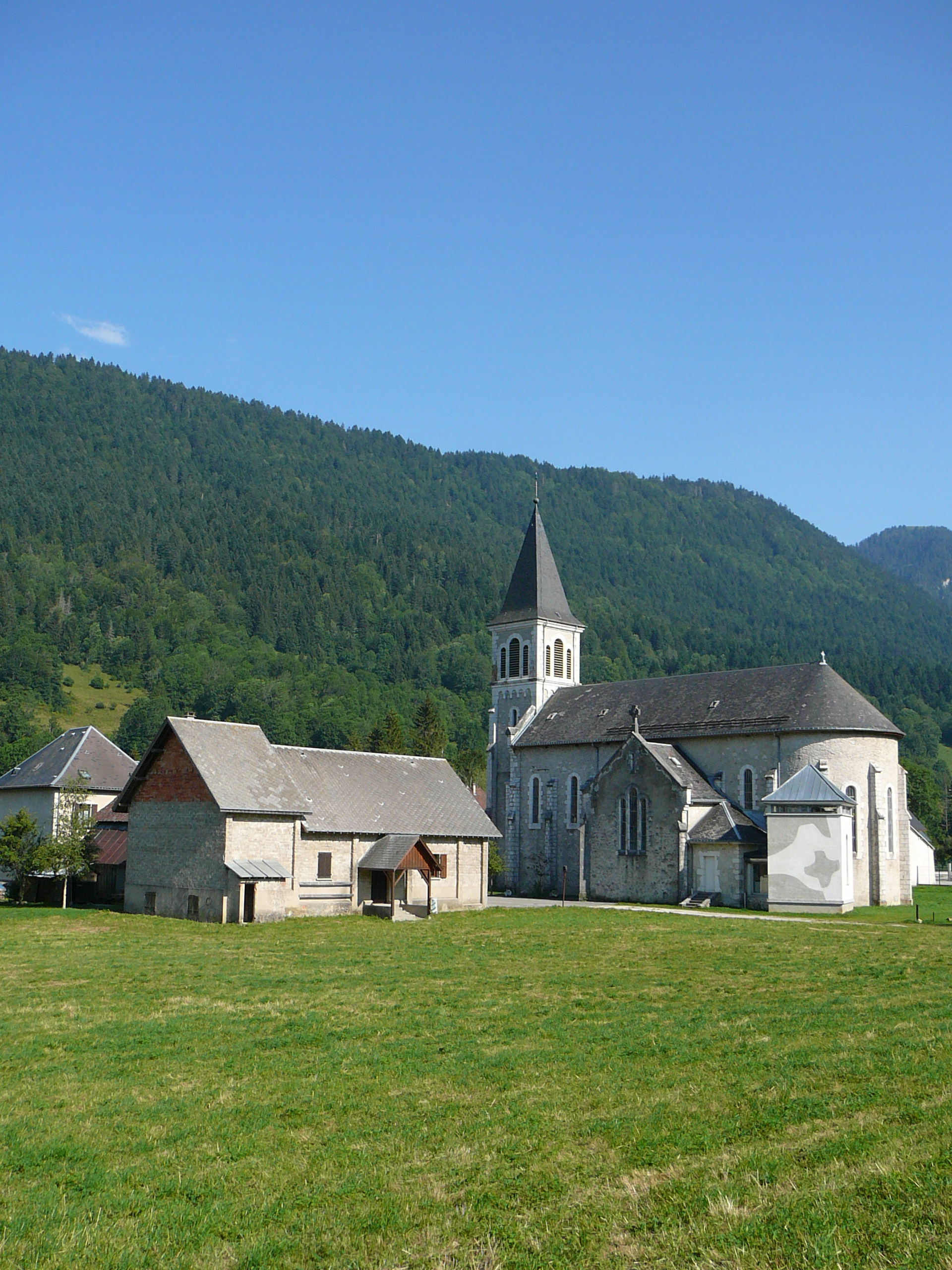
La chiesa di Saint-Hugues

Di madre tedesca e di padre francese, Arcabas trascorre l'infanzia a Metz. Durante la Seconda guerra mondiale viene arruolato nell'esercito tedesco, ma riesce a disertare e a rifugiarsi a Parigi, dove frequenta l'École nationale supérieure des beaux-arts e si diploma nel 1949.
Dal 1986 fino alla morte ha vissuto a Saint-Pierre-de-Chartreuse, in Isère.

## L'insegnamento
Nel 1950 inizia a insegnare presso l'Ecole des arts décoratifs di Grenoble, dove nel 1960 ottiene la cattedra di pittura, che mantiene fino al 1969.
Dal 1969 al 1972 è stato artista invitato dal Consiglio Nazionale della Arti del Canada, e professore presso l'Università di Ottawa, dove ha creato l'"Atelier collectif expérimental".
Torna in Francia, dove fonda l'atelier di arti plastiche "Eloge de la Main" a Grenoble.

## La produzione artistica
La sua opera principale sono le decorazioni nella chiesa di Saint-Hugues-de-Chartreuse, che iniziò a realizzare nel 1953. Dal 1984 la chiesa è diventata "Museo Dipartimentale di Arte Sacra" e racchiude una porzione significativa delle opere di Arcabas.
Arcabas ha usato varie tecniche artistiche: scultura, incisione, arazzo, mosaico, le vetrate, ma la sua tecnica principale è la pittura. La sua fonte principale d'ispirazione è la Bibbia e il suo campo artistico di espressione è l'arte sacra.
Ha ricevuto numerose richieste da parte del governo francese e di diverse istituzioni religiose. Le sue opere si trovano in Francia, Germania, Messico, Italia, Canada, Stati Uniti, in diversi musei (museo di Grenoble, Bibliothèque Nationale di Parigi, museo di Cuernavaca in Messico) e molteplici collezioni private.
L'opera di Arcabas si segnala per l'inserimento di temi e figure profane all'interno dei cicli religiosi e per l'uso esuberante del colore, che sembra quasi aggredire l'occhio e per la presenza del colore oro, legato alla tradizione dell'arte sacra europea.
Dal 1961 al 1972 ha lavorato anche nel teatro come scenografo.

## Opere principali

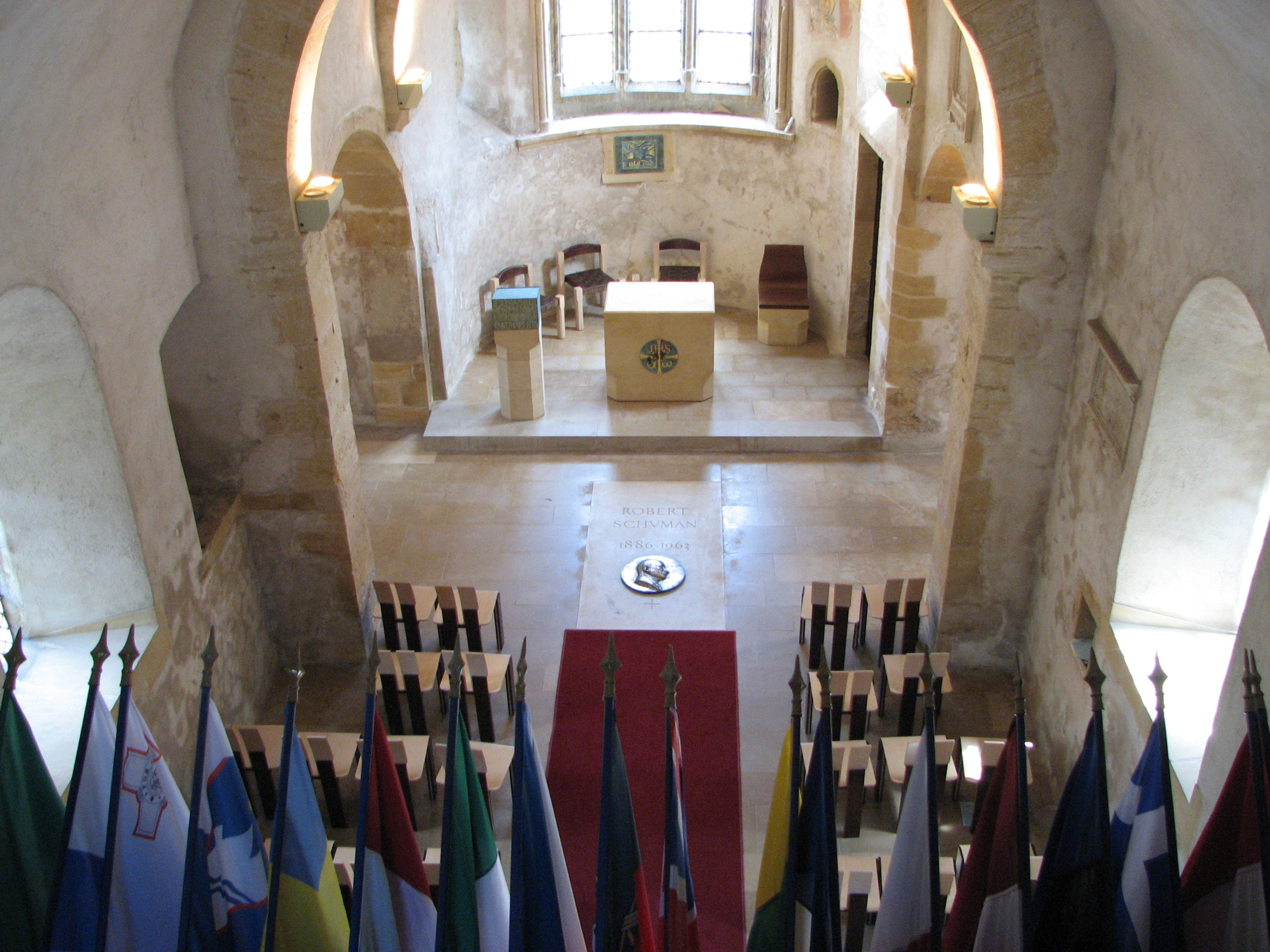
L’interno della cappella con la tomba di Robert Schuman e le bandiere dei paesi dell'Unione Europea

- tredici vetrate con scene tratte dal Vangelo di San Marco, 1990, Alpe d'Huez, chiesa di Notre-Dame-des-Neiges
- mobili liturgici, 1992, Saint Malo, Cattedrale
- mobili liturgici, cattedra, ambone, 1993, Rennes, Cattedrale di San Pietro
- Il Figliol Prodigo, pittura su tela, 130x162 cm, vetrate, mobili liturgici, 2002, Costa Serina (Bergamo), Cappella della Riconciliazione
- mobili liturgici, 2005, Scy-Chazelle, chiesa di San Quintino, cappella che ospita le spoglie di Robert Schuman

## Curiosità
- Il nome Arcabas gli fu ispirato da alcune scritte di protesta dei suoi allievi e inizia a chiamarsi in questo modo dal 1972[2].
- Alcune delle sue opere si trovano nella chiesa della Trasfigurazione di Mussotto d'Alba, una delle più importanti è un grande quadro raffigurante il volto di Gesù trasfigurato.